# Вук (име)
Вук је српско мушко име, настало на основу имена дивље животиње вук.
По народном обичају, поготову у породицама у којима су раније умирала деца, мушком детету се давало заштитно име Вук како му вештице и духови не би наудили, тј. како би дете преживело.

## Познати људи са именом Вук
- Вук Стефановић Караџић, филолог, реформатор српског језика,
- Вук Бранковић, српски великаш из периода Косовске битке, описан у косовском циклусу као издајник,
- Вук Драшковић, српски политичар, оснивач и председник Српског покрета обнове.
- Вук Јеремић, министар спољних послова Србије
- Вук Обрадовић, лидер Демократске опозиције Србије, оснивач и председник Социјалдемократије више од девет година, а пре тога је био генерал Југословенске народне армије до 1992. године.
- Вук Радивојевић, кошаркаш КК Црвена звезда